# Burmaniapark
Burmaniapark is een nieuwbouwwijk in Drachten, in de Nederlandse provincie Friesland. De wijk ligt ten noorden van de rest van Drachten.
De wijk is vernoemd naar de oude Friese adellijke familie met de achternaam Burmania. Burmaniapark is grotendeels bewoond en aan de rand van de wijk zijn enkele bedrijven te vinden. In de gehele wijk bevonden zich tot voor kort geen winkels, maar in september 2009 is bij de rotonde in het Burmaniapark een Albert Heijn geopend. Deze is inmiddels al weer gesloopt. Er is geen basisschool in de wijk. De dichtstbijzijnde basisscholen bevinden zich in de wijk de Folgeren.
Straten in de wijk zijn genoemd naar edelstenen:
- Jade
- Pyriet
- Amethist
- Smaragd
- Carneool
- Saffier
- Jaspis
- Topaas

De wijk is via twee plaatsen toegankelijk, namelijk via de straat Nijtap of de Kletserlaan. Beide toegangswegen zijn gelegen aan de Jade, waardoor deze straat ook de enige toegangsweg is naar de overige straten van de wijk. Aan de Jade zijn ook de meeste bedrijfspanden gevestigd.
Aan de Smaragd bevindt zich een kunstwerk. Het stelt een roze boom van stalen buizen voor. Boven in de 'takken' van de boom bevinden zich molentjes die in beweging worden gebracht door wind.
De wijk ligt vlak bij de N31, de autoweg die Leeuwarden en Drachten met elkaar verbindt. Tussen de N31 en Burmaniapark zijn al plannen voor de nieuwe wijk Vrijburgh.
Reidingpark · 
Slingepark · 
Thalenpark · 
Van Haersmapark · 
Vrijheidspark

Parken in Friesland